# 塔韋塔
塔韋塔（Taveta）是東非國家肯亞的城鎮，位於該國北部與坦桑尼亞接壤的邊界，由濱海省負責管轄，毗鄰乞力馬扎羅山和查拉湖，1999年人口11,500。
03°24′S 37°41′E / 3.400°S 37.683°E